# François Gigot de La Peyronie

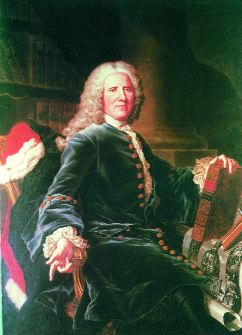
François Gigot de La Peyronie (1678-1747).

François Gigot de La Peyronie  (ur. 15 stycznia 1678 w Montpellier, zm. 25 kwietnia 1747 w Wersalu) – francuski chirurg, nauczyciel anatomii i chirurgii w Montpellier.
Jego ojciec, którego ojczyzną była Gujenna przeniósł się do Montpellier, gdzie pracował jako golibroda. Miejscowy lekarz Pierre Chirac i jego rodzina wsparli edukację jego syna. Po pobycie w Paryżu (1695-97), gdzie uczył go królewski chirurg Georges Mareschal (1658-1736), powrócił do Montpellier, w którym pozostał do 1715.
W 1715 został lekarzem w Paryżu, a w 1717 - pierwszym chirurgiem króla Francji Ludwika XV. W 1731 roku doprowadził do powstania akademii chirurgii (L'Académie Royale de Chirurgie) w Paryżu oraz do nadania przywilejów chirurgom francuskim.
 
Przemawiał na inauguracji Akademii 18 grudnia 1733.
W 1743 roku opisał stwardnienie ciał jamistych prącia, nazywane także na jego cześć chorobą Peyroniego.